# Historia tecnológica e industrial de Estados Unidos

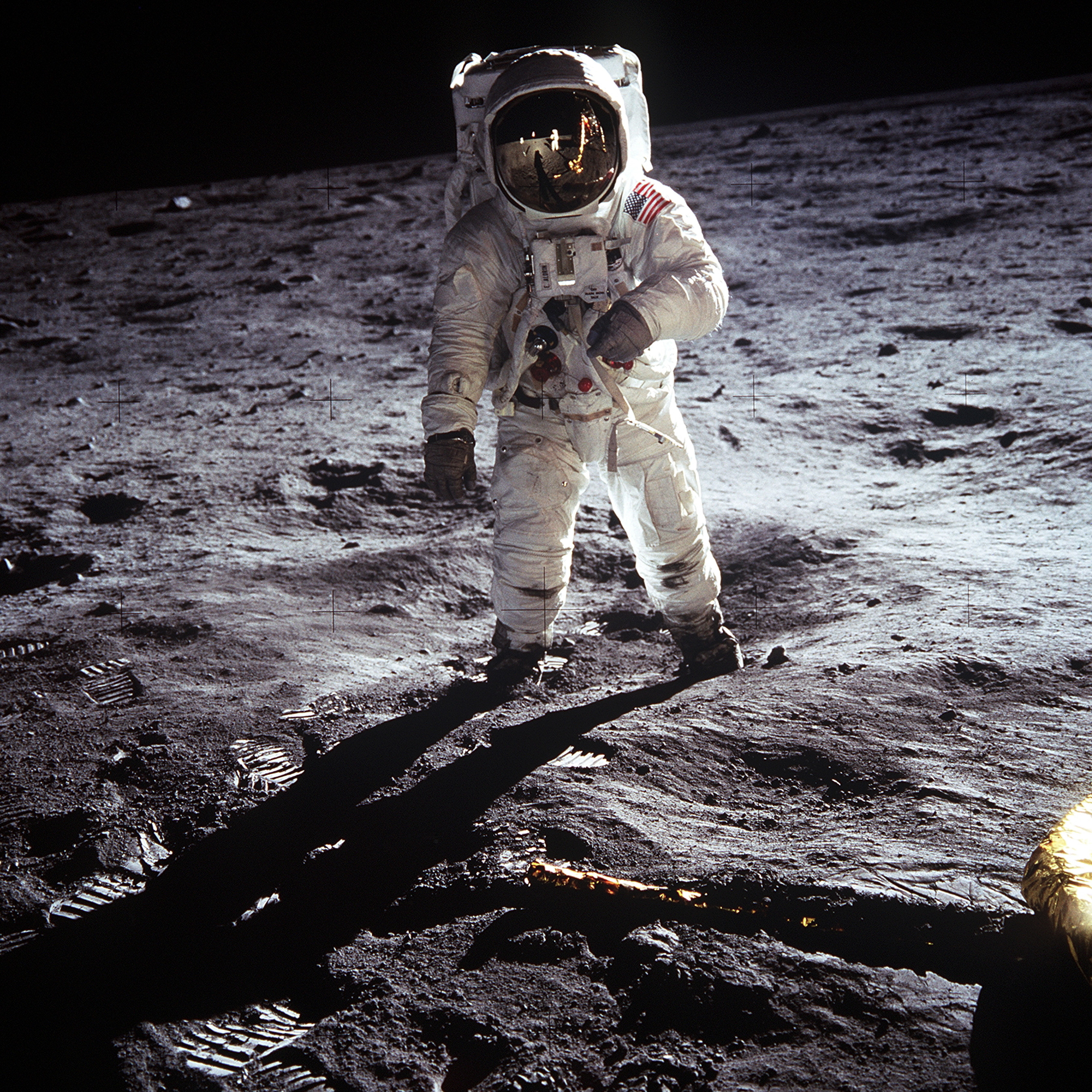
Buzz Aldrin en la superficie de la luna.

La historia tecnológica e industrial de los Estados Unidos describe el surgimiento de esta nación como tecnológicamente la más poderosa y avanzada del mundo. Desde su aparición como una nación independiente, los Estados Unidos han impulsado la ciencia y la innovación. Como resultado han sido el lugar de nacimiento de 161 de las 321 invenciones más importantes según la enciclopedia Britannica, incluyendo el avión, internet, el microchip, el láser, el teléfono móvil, el refrigerador, el correo electrónico, el microondas, el ordenador personal, la pantalla de cristal líquido y la tecnología LED, los acondicionadores de aire, las líneas de ensamblado, el supermercado, el código de barras, el cajero automático, y muchos más.
El desarrollo tecnológico e industrial temprano en los Estados Unidos estuvo facilitado por una confluencia única de factores geográficos, sociales y económicos. La disponibilidad de tierras y mano de obra educada, la ausencia de terratenientes, la diversidad de clima y un mercado de productos de calidad contribuyeron a la rápida industrialización de Estados Unidos. También contribuyeron con ello la disponibilidad de capital, la presencia abundante de canales navegables, ríos y vías fluviales costeras, y la abundancia de recursos naturales que facilitaron la extracción de energía barata. 
Las colonias americanas obtuvieron su independencia al mismo tiempo que experimentaron cambios profundos en la coordinación y producción industrial. El transporte rápido por medio del gran sistema de ferrocarriles construido a mediados del siglo XIX, y el Sistema Interestatal de Autopistas construido en el siglo XX, amplió los mercados y redujo los costos de envío y de producción. Impedidos de comerciar con Europa por el embargo y bloqueo británico durante la guerra de 1812, los emprendedores abrieron fábricas en el nordeste que dispusieron el escenario para la rápida industrialización moldeada sobre las innovaciones británicas.
A principios del siglo XX, la industria estadounidense sobrepasó a sus contrapartes europeas en términos económicos y la nación empezó a afirmar su poder militar. EE. UU. emergió de la Gran Depresión y la Segunda Guerra Mundial como una de las superpotencias mundiales. En la segunda mitad del siglo XX, entró en una competencia con la Unión Soviética por la supremacía política, económica y militar, durante la cual el gobierno invirtió fuertemente en investigación científica y desarrollo tecnológico, de lo que surgieron avances en vuelos espaciales, informática y biotecnología.
La ciencia, la tecnología y la industria no sólo han marcado profundamente el éxito económico de EE. UU. sino que también han contribuido a sus características instituciones políticas, estructura social, sistema educativo e identidad cultural.

## Tecnología previa a la llegada de los europeos
América del Norte fue habitada de forma continua desde el año 10,000 AC, aproximadamente. Los primeros habitantes eran nómadas, cazadores-recolectores que cruzaron el estrecho de Bering. Estos primeros americanos nativos utilizaron lanzas con puntas de piedra, arpones rudimentarios y botes revestidos con pieles de animales para cazar en el Ártico.  

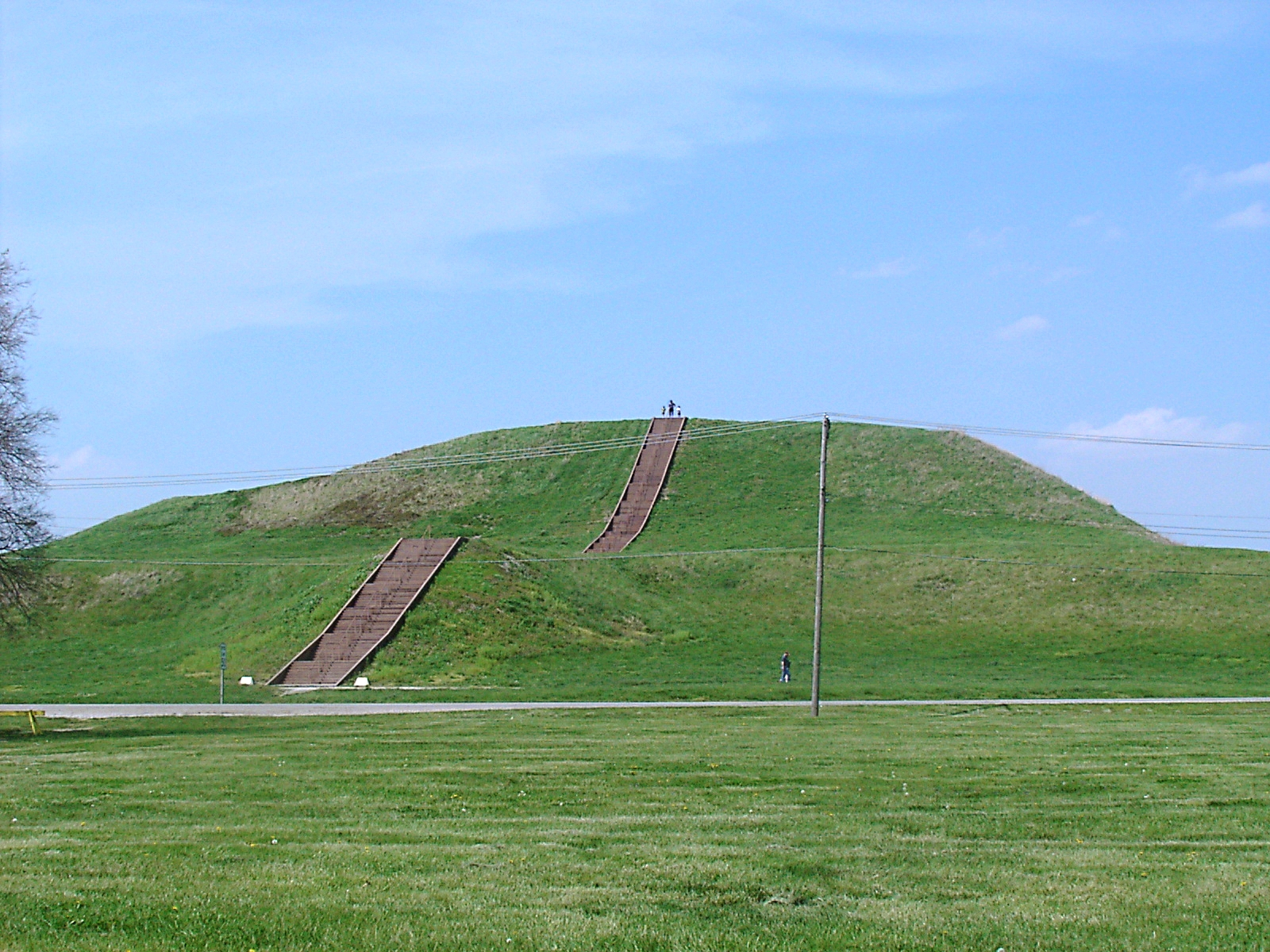
Monk's Mound is a large structure built by the indigenous peoples in the Plains.

Cuando se dispersaron dentro del continente, se encontraron con los diversos climas templados del noroeste del Pacífico, las llanuras centrales, los Apalaches y el suroeste árido, donde comenzaron a construir poblados permanentes. Los pueblos que vivían en el noroeste del Pacífico construyeron casas de madera, usaron redes y corrales de pesca y practicaron la conservación de alimentos para garantizar la longevidad de sus fuentes de alimentos, aunque no se desarrolló una agricultura sustancial. Los pueblos que vivieron en las llanuras se mantuvieron en gran medida nómadas (algunos practicaban la agricultura durante partes del año) y se convirtieron en hábiles trabajadores del cuero mientras cazaban búfalos, mientras que las personas que vivían en el suroeste árido construían edificios de adobe, realizaban cerámica cocida y domesticaron el algodón y tejieron telas. Las tribus en los bosques orientales y el valle del Misisipi desarrollaron extensas redes comerciales, construyeron montículos similares a pirámides y practicaron la agricultura, mientras que los pueblos que viven en las montañas Apalaches y la costa del Atlántico practicaron una agricultura forestal altamente sostenible y eran trabajadores expertos en madera. Sin embargo, las poblaciones de estos pueblos eran pequeñas y su tasa de cambio tecnológico era muy baja.
Los pueblos indígenas no domesticaron animales para usarlos para trabajar o como ganado, ni desarrollaron sistemas de escritura ni crearon herramientas de bronce o hierro como sus contrapartes europeas y asiáticas.

## Era colonial

### Agricultura
En el siglo XVII, los peregrinos, puritanos y cuáqueros que huían de la persecución religiosa en Europa trajeron consigo arados, pistolas y animales domesticados como vacas y cerdos. Estos inmigrantes y otros colonos europeos inicialmente cultivaron cultivos de subsistencia como el maíz, el trigo, el centeno y la avena, además de producir potasa y jarabe de arce para el comercio. Debido al clima más templado, las plantaciones a gran escala en el sur de los Estados Unidos produjeron cultivos comerciales intensivos en mano de obra, como la caña de azúcar, el arroz, el algodón y el tabaco, que requirieron mano de obra nativa y esclavos africanos para mantenerse. Los primeros agricultores estadounidenses no eran autosuficientes; confiaron en otros granjeros, artesanos especializados y comerciantes para proporcionarles herramientas, procesar sus cosechas y llevarlas al mercado.

### Artesanías
La artesanía colonial surgió lentamente ya que el mercado para la artesanía avanzada era grande. Los artesanos estadounidenses desarrollaron una versión más relajada (menos regulada) del sistema de aprendizaje del Viejo Mundo para educar y emplear a la próxima generación. A pesar del hecho de que la economía mercantilista basada en exportaciones perjudicó el surgimiento de una economía robusta y autosuficiente, los artesanos y los comerciantes desarrollaron una creciente interdependencia entre sí para su comercio. A mediados del siglo XVIII, los intentos de los británicos de someter o controlar las colonias por medio de impuestos sembraron un mayor descontento entre estos artesanos, que se unieron cada vez más a la causa patriota.

### Orfebrería
Al menos 19 plateros trabajaron en Williamsburg entre 1699 y 1775. Los más conocidos fueron James Eddy (1731–1809) y su cuñado William Wadill, también grabador. La mayoría de los plantadores, sin embargo, compraron plata hecha en Inglaterra.
En Boston, los orfebres y plateros fueron estratificados. Los más prósperos fueron los artesanos mercantes, con una perspectiva comercial y un alto estatus. La mayoría de los artesanos eran trabajadores que operaban pequeñas tiendas o, más a menudo, trabajaban para los artesanos mercantes. Debido al pequeño mercado sno había empleo estable o bien remunerado; muchos vivían en deuda constante.
El trabajo de la plata colonial fue preindustrial de muchas maneras: muchas piezas eran hechas a medida, o exclusivamente para cada cliente, y enfatizaban el arte y la funcionalidad. Las minas de plata (y otros metales) eran más escasas en Norteamérica que en Europa, y los artesanos coloniales no tenían una fuente constante de materiales para trabajar. Para cada pieza de plata que elaboraron, debían recolectarse las materias primas y, a menudo, reutilizarse de fuentes dispares, generalmente de monedas españolas. La pureza de estas fuentes no estaba regulada, ni había una cadena de suministro organizada a través de la cual obtener plata. Como los objetos de plata se vendían por peso, los fabricantes que podían producir objetos de plata en masa a bajo precio tenían una ventaja. Muchos de estos aspectos únicos e individuales del trabajo de la plata mantuvieron las prácticas artesanales vigentes hasta finales del siglo XVIII.
A medida que aumentó la demanda de plata y surgieron técnicas de fabricación a gran escala, los productos de plata se estandarizaron mucho más. Para los objetos "a pedido" que probablemente solo se harían una vez, los plateros generalmente usaban moldeo a la cera perdida, en la que un objeto esculpido se tallaba en cera, se hacía una fundición de inversión y la cera se derretía. Los moldes producidos de esta manera solo podían usarse una vez, lo que los hacía inconvenientes para objetos estándar como manijas y hebillas. La fundición permanente de moldes, una técnica de fundición industrial centrada en la producción de alto volumen, permitió a los herreros reutilizar moldes para hacer réplicas exactas de los artículos más utilizados que vendían. Al crear estos moldes y desarrollar procesos de fabricación estandarizados, los plateros podrían comenzar a delegar parte del trabajo a los aprendices y oficiales. Por ejemplo, después de 1780, los hijos de Paul Revere asumieron papeles más importantes en su tienda, y sus piezas de plata a menudo incluían mangos de madera hechos por carpinteros más experimentados. Incluso para algunos de los artesanos más exitosos como Revere, la artesanía no era una empresa rentable en comparación con la producción en masa con fundición de hierro o bronce. La creación de productos que podrían replicarse para múltiples clientes, la adopción de nuevas prácticas comerciales y políticas laborales, y nuevos equipos hicieron que la fabricación fuera más eficiente. Estos cambios, junto con las nuevas técnicas y requisitos definidos por los estándares sociales cambiantes, llevaron a la introducción de nuevas técnicas de fabricación en la colonia que precedieron y anticiparon la revolución industrial.
A fines de la era colonial, algunos plateros ampliaron sus operaciones con técnicas de fabricación y prácticas comerciales cambiantes. Contrataron asistentes, subcontrataron trabajos y estandarizaron productos. Un individuo en la vanguardia del cambio hacia métodos más industriales fue Paul Revere, quien produjo artículos cada vez más estandarizados con el uso de una fábrica de planchado de plata, un mayor número de empleados asalariados y otros avances. Aun así, los métodos tradicionales de artesanía se mantuvieron, y los herreros realizaron una gran cantidad de trabajo a mano. La coexistencia de los estilos de producción artesanal e industrial antes de la revolución industrial es un ejemplo de protoindustrialización.

### Las fábricas y molino
A mediados de la década de 1780, Oliver Evans inventó un molino de harina automatizado que incluye un elevador de granos y una tolva. El diseño de Evans finalmente desplazó a los tradicionales molinos de granos. Con el cambio de siglo, Evans también desarrolló una de las primeras máquinas de vapor y comenzó a establecer una red de talleres de máquinas para fabricar y reparar estas populares invenciones. En 1789, la viuda de Nathanael Greene reclutó a Eli Whitney para desarrollar una máquina para separar las semillas de algodón de las fibras. El resultado fue la desmotadora de algodón que podía construirse con las habilidades básicas de carpintería, pero redujo la mano de obra necesaria en un factor de 50 y generó enormes beneficios para los productores de algodón en el sur. Whitney no se dio cuenta del éxito financiero de su invento, pasó a fabricar para el gobierno rifles y otros armamentos que pudieran hacerse con "expedición, uniformidad y exactitud", las ideas fundamentales para piezas intercambiables. Sin embargo, la visión de Whitney de piezas intercambiables no se lograría hasta dos décadas después con armas de fuego y aún más para otros dispositivos.

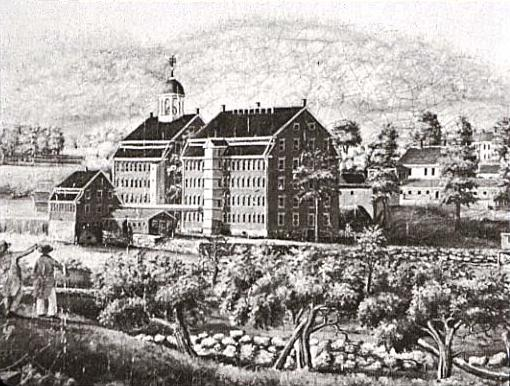
La Compañía de Manufactura de Boston revolucionó el rol de las fábricas

Entre 1800 y 1820, surgieron nuevas herramientas industriales que aumentaron rápidamente la calidad y la eficiencia de la fabricación. Simeon North sugirió usar la división del trabajo para aumentar la velocidad con la que se podía fabricar una pistola completa, lo que llevó al desarrollo de una fresadora en 1798. En 1819, Thomas Blanchard creó un torno que podía cortar formas irregulares de manera confiable, por lo que podía utilizarse para la fabricación de armas. Para 1822, el capitán John H. Hall había desarrollado un sistema que utilizaba máquinas herramienta, división del trabajo y una fuerza laboral no calificada para producir un rifle de retrocarga, un proceso que se conoció como "práctica de la armería" en los Estados Unidos y sistema estadounidense de manufactura en Inglaterra.
La industria textil, que anteriormente dependía de métodos de producción intensivos en mano de obra, también estaba llena de potencial para la mecanización. A fines del siglo XVIII, la industria textil inglesa había adoptado el hilado, la hiladora hidráulica y la mula de hilar que mejoraron en gran medida la eficiencia y la calidad de la fabricación textil, pero estaban estrechamente vigilados por el gobierno británico que prohibió su exportación o la emigración de aquellos quienes estaban familiarizados con la tecnología. La fábrica de algodón Beverly de 1787 fue la primera fábrica de algodón en los Estados Unidos, pero dependía de la potencia de los caballos. Samuel Slater, un aprendiz en una de las fábricas textiles más grandes de Inglaterra, emigró a los Estados Unidos en 1789 al enterarse de que los estados estadounidenses estaban pagando recompensas a los expatriados británicos con conocimiento de la maquinaria textil. Con la ayuda de Moses Brown de Providence, Slater estableció la hilandería de algodón más antigua que existe actualmente en Estados Unidos con un sistema de energía de agua totalmente mecanizado en Slater Mill en Pawtucket, Rhode Island en 1793.
Con la esperanza de aprovechar el poder del río Merrimack, otro grupo de inversores comenzó a construir el canal Middlesex hasta el río Mystic, tanto Mystic Lakes como, en general, los valles de los arroyos (cerca de la actual MA 38) llegaban al Merrimack en Chelmsford, a 56 km del puerto de Boston, estableciendo operaciones limitadas en 1808, y un sistema de navegación y canales que llegaban más allá de Mánchester a mediados de 1814, y engendrando actividades comerciales, y especialmente nuevas fábricas de ropa en toda la región. Casi al mismo tiempo que se completaba el canal, Francis Cabot Lowell y un consorcio de empresarios establecieron las fábricas de ropa en Waltham, Massachusetts, utilizando el poder del agua del río Charles con la idea de albergar juntos la producción de materias primas y completar los procesos de consumo, ingresando materias primas, y saliendo telas teñidas o ropa. Durante algunas décadas, parecía que cada esclusa a lo largo del canal tenía molinos y ruedas de agua. En 1821, Boston Manufacturing Company construyó una gran expansión en East Chelmsford, que pronto se incorporó como Lowell, Massachusetts, llegando a dominar la producción de ropa y la industria de la confección durante décadas.
El molino de Slater se estableció en el Valle de Blackstone, que se extendió hasta la vecina Massachusetts, (Woollen Mill de Daniel Day, 1809 en Uxbridge), y se convirtió en una de las primeras regiones industrializadas de los Estados Unidos, después de la costa norte de Massachusetts. El modelo de negocios de Slater de fábricas y pueblos de fábricas independientes (el "Sistema de Rhode Island") comenzó a ser reemplazado por la década de 1820 por un sistema más eficiente (el "Sistema Waltham") basado en las réplicas de Francis Cabot Lowell de telares mecánicos británicos. Slater construyó varias fábricas de algodón y lana en toda Nueva Inglaterra, pero cuando se enfrentó a una escasez de mano de obra, recurrió a la construcción de viviendas, tiendas e iglesias para los trabajadores y sus familias adyacentes a sus fábricas. Los primeros telares eléctricos para lanas fueron instalados en 1820, en Uxbridge, Massachusetts, por John Capron, de Cumberland, Rhode Island. Estos agregaron tejido automatizado bajo el mismo techo, un paso que el sistema de Slater subcontrató a las granjas locales. Los telares de Lowell eran administrados por empleados especializados, muchos de los empleados eran mujeres jóvenes solteras (las "chicas de la fábrica de Lowell") y propiedad de una corporación. A diferencia de las formas anteriores de trabajo (aprendizaje, trabajo familiar, esclavitud y contratos de aprendizaje o indenture), el sistema Lowell popularizó el concepto de trabajador asalariado que vende su trabajo a un empleador bajo contrato, un sistema socioeconómico que persiste en muchos países e industrias modernas. La corporación también se ocupó de la salud y el bienestar de las mujeres jóvenes, incluida su salud espiritual, y los cientos de mujeres empleadas por ella establecieron culturalmente el patrón de una mujer joven que se va a trabajar unos años y ahorra dinero antes de regresar a casa, para ir a la escuela y casarse. Creó una raza independiente de mujeres que era poco común en la mayor parte del mundo

### Autopistas y canales
Incluso cuando el país creció con la admisión de Kentucky, Tennessee y Ohio en 1803, el único medio de transporte entre estos estados mediterráneos del oeste y sus vecinos costeros era a pie, con animal de carga o en barco. Reconociendo el éxito de las carreteras romanas en la unificación de ese imperio, los líderes políticos y empresariales en los Estados Unidos comenzaron a construir carreteras y canales para conectar las partes dispares de la nación.

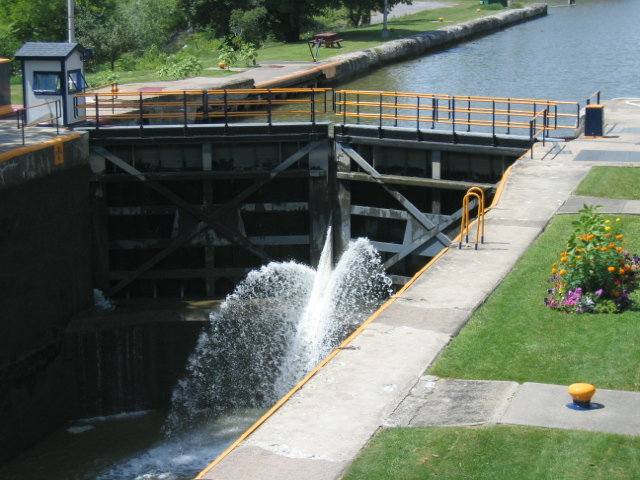
Esclusa en el canal Erie.

Las primeras autopistas de peaje fueron construidas y manejadas por sociedades anónimas que vendían acciones para aumentar el capital de la construcción, como la Lancaster Turnpike Company de 1795 de Pensilvania. En 1808, el informe del Secretario del Tesoro, Albert Gallatin, sobre el tema de los caminos y canales públicos sugirió que el gobierno federal debería financiar la construcción de autopistas y canales interestatales. Si bien muchos antifederalistas se opusieron a que el gobierno federal asumiera ese papel, el bloqueo británico en la Guerra de 1812 demostró la dependencia de los Estados Unidos de estas carreteras terrestres para las operaciones militares y el comercio en general. La construcción de la carretera nacional comenzó en 1815 en Cumberland, Maryland, y llegó a Wheeling, Virginia, en 1818, pero la lucha política a partir de entonces impidió su avance hacia el oeste del río Misisipi. Sin embargo, el camino se convirtió en un conducto terrestre primario a través de los Montes Apalaches y fue la puerta de entrada para miles de colonos antes de la guerra hacia el oeste.

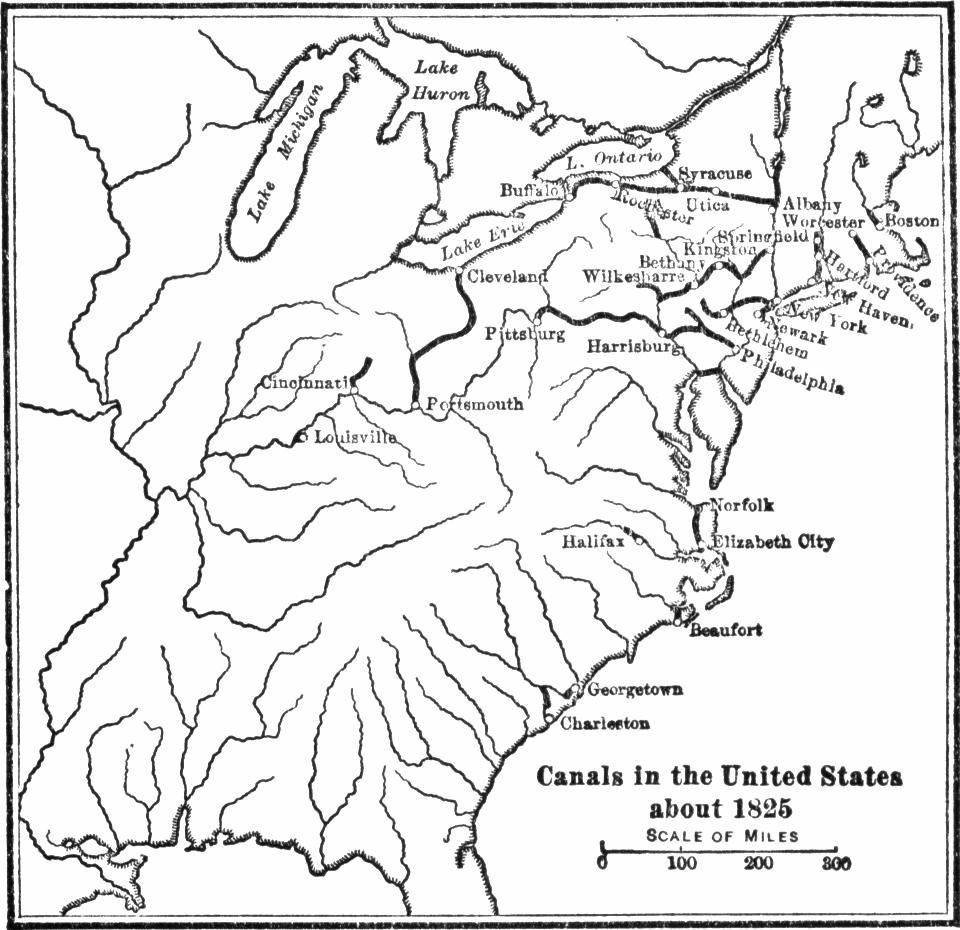
Canales en EE. UU. aprox. 1825

Numerosas compañías de canales también habían sido autorizadas; pero de todos los canales proyectados, solo tres se habían completado cuando comenzó la Guerra de 1812: el Canal del Pantano Dismal en Virginia, el Canal Santee en Carolina del Sur y el Canal Middlesex en Massachusetts. Nueva York marcó el comienzo de una nueva era en la comunicación interna al autorizar en 1817 la construcción del Canal de Erie. Esta apuesta audaz por el comercio occidental alarmó a los comerciantes de Filadelfia, particularmente porque la finalización de la carretera nacional amenazaba con desviar gran parte de su tráfico a Baltimore. En 1825, la legislatura de Pensilvania se enfrentó al problema proyectando una serie de canales que conectarían su gran puerto marítimo con Pittsburgh en el oeste y con el lago Erie y la parte superior de Susquehanna en el norte. El Canal Blackstone, (1823-1828) en Rhode Island y Massachusetts, y el Canal Morris al norte de Nueva Jersey (1824-1924) pronto siguieron, junto con el Canal de Illinois y Míchigan desde Chicago hasta el río Illinois (1824-1848).
Al igual que las autopistas, los primeros canales fueron construidos, poseídos y operados por sociedades anónimas privadas, pero luego dieron paso a proyectos más grandes financiados por los estados. El Canal de Erie, propuesto por el gobernador de Nueva York DeWitt Clinton, fue el primer proyecto de canal emprendido como un bien público que se financió a riesgo público mediante la emisión de bonos. Cuando se completó el proyecto en 1825, el canal unía el lago Erie con el río Hudson a través de 83 esclusas separadas y en una distancia de 363 millas (584 km). El éxito del Canal de Erie generó un auge de la construcción de otros canales en todo el país: entre 1816 y 1840 se construyeron más de 3,326 millas (5,353 km) de vías fluviales artificiales. Pequeños pueblos como Syracuse, Buffalo y Cleveland que se extendían a lo largo de las principales rutas del canal, se expandieron en importantes centros industriales y comerciales, mientras que la construcción del canal empujó a algunos estados como Pennsylvania, Ohio e Indiana al borde de la bancarrota.
Sin embargo, la magnitud del problema del transporte era tal que ni los estados individuales ni las corporaciones privadas parecían capaces de satisfacer las demandas de un comercio interno en expansión. Ya en 1807, Albert Gallatin había abogado por la construcción de un gran sistema de vías navegables internas para conectar Oriente y Occidente, a un costo estimado de $ 20.000.000 ($ 349.227.273 en dólares de 2019). Pero la única contribución del gobierno nacional a las mejoras internas durante la era Jeffersoniana fue una apropiación en 1806 del dos por ciento de los ingresos netos de las ventas de tierras públicas en Ohio para la construcción de una carretera nacional, con el consentimiento de los estados a través de que debe pasar. Para 1818 el camino estaba abierto al tráfico desde Cumberland (Maryland) hasta Wheeling (Virginia Occidental).
El presidente Madison llamó la atención del Congreso sobre la necesidad de establecer "un sistema integral de carreteras y canales". Poco después de la reunión del Congreso, tomó en consideración un proyecto de ley redactado por Calhoun que proponía una asignación de $ 1.500.000 ($ 22.597.059 en dólares de 2019) para mejoras internas. Debido a que esta asignación se debía cumplir con dinero pagado por el Banco Nacional al gobierno, el proyecto de ley se denominaba comúnmente "Proyecto de ley de bonificación". Pero el día antes de dejar el cargo, el presidente Madison vetó el proyecto de ley porque era inconstitucional. Hasta este momento, la única ayuda directa del gobierno nacional a las mejoras internas consistía en varias apropiaciones, que ascendían a aproximadamente $ 1.500.000 para Cumberland Road.
A medida que el país se recuperó de la depresión financiera tras el pánico de 1819, la cuestión de las mejoras internas volvió a tomar fuerza. En 1822, el presidente vetó un proyecto de ley para autorizar el cobro de peajes en Cumberland Road. En un ensayo elaborado, Monroe expuso sus puntos de vista sobre los aspectos constitucionales de una política de mejoras internas. El Congreso podría apropiarse del dinero, admitió, pero no podría emprender la construcción real de las obras nacionales ni asumir jurisdicción sobre ellas. Por el momento, se mantuvo paralizada la idea de una mayor participación del gobierno nacional en las mejoras internas. Dos años después, el Congreso autorizó al Presidente encuestar cuales caminos y canales eran necesarios para el comercio y la defensa militar. Nadie abogó por una concepción más amplia de las funciones del gobierno nacional que Henry Clay. Llamó la atención de sus oyentes sobre las provisiones hechas para encuestas y faros costeros en la costa atlántica y lamentó la negligencia del interior del país. De los otros candidatos presidenciales, Jackson votó en el Senado por el proyecto de ley de la encuesta general; y Adams no dejó ninguna duda en la opinión pública de que no compartía las limitadas opiniones de su sección sobre este tema. Crawford abogó por una enmienda constitucional para sancionar las mejoras internas nacionales.
En el primer mensaje del presidente Adams al Congreso, abogó no solo por la construcción de carreteras y canales sino también por el establecimiento de observatorios y una universidad nacional. El presidente Jefferson había recomendado en 1806 que el Congreso considerara las enmiendas necesarias a la Constitución para efectivizar muchos de estos puntos. Jefferson sugirió a Madison la conveniencia de que Virginia adoptara un nuevo conjunto de resoluciones, basadas en las de 1798 y dirigidas contra los actas de mejoras internas. En marzo de 1826, la asamblea general declaró que todos los principios de las resoluciones anteriores se aplicaban "con toda su fuerza contra los poderes asumidos por el Congreso" al aprobar actos para proteger a los fabricantes y para realizar mejoras internas. Que la administración se reuniría con la oposición en el Congreso era una conclusión inevitable.

### Barcos de vapor
A pesar de la eficiencia que introdujeron las autopistas y canales, viajar a lo largo de estas rutas seguía siendo lento y costoso. La idea de integrar una caldera de vapor y un sistema de propulsión se puede atribuir primero a John Fitch y James Rumsey, quienes solicitaron patentes o monopolios estatales sobre barcos de vapor a fines de la década de 1780. Sin embargo, estos primeros barcos de vapor eran complicados, pesados y caros. Pasarían casi 20 años hasta que Robert R. Livingston contratara a un ingeniero civil llamado Robert Fulton para desarrollar un barco de vapor económico. El barco de vapor de Fulton, The North River Steamboat (erróneamente llamado Clermont), realizó su primer viaje desde la ciudad de Nueva York al norte por el río Hudson hasta Albany el 17 de agosto de 1807. Para 1820, se habían establecido servicios de barcos de vapor en todo los ríos de marea del Atlántico y en la bahía de Chesapeake. Los barcos de fondo poco profundo también eran ideales para navegar por los ríos Misisipi y Ohio, y el número de barcos en estos ríos aumentó de 17 a 727 entre 1817 y 1855. La velocidad de los barcos de vapor disminuyó los tiempos de viaje entre puertos costeros y ciudades aguas arriba en semanas y costos para transportar bienes a lo largo de estos ríos hasta en un 90%.
Los barcos de vapor alteraron profundamente las relaciones entre el gobierno federal, los gobiernos estatales y los propietarios privados. Livingston y Fulton habían obtenido los derechos de monopolio para operar un servicio de barco de vapor dentro del estado de Nueva York, pero a Thomas Gibbons, que operaba un servicio de ferry de Nueva Jersey, se le prohibió ingresar a las aguas de Nueva York bajo los términos del monopolio. En 1824, la Corte Suprema dictaminó en Gibbons v. Ogden que el Congreso podía regular el comercio y el transporte en virtud de la Cláusula de Comercio que obligaba al estado de Nueva York a permitir servicios de barcos de vapor de otros estados.
Debido a que no se entendía bien la física y la metalurgia de las calderas, los barcos de vapor eran propensos a las explosiones de calderas que mataron a cientos de personas entre las décadas de 1810 y 1840. En 1838, se promulgó una legislación que ordenaba inspecciones de calderas por parte de agentes federales bajo la amenaza de revocación de las licencias de navegación del operador y redujo el umbral de responsabilidad en demandas derivadas de tales accidentes. Si bien los estadounidenses resistieron durante mucho tiempo el poder de cualquier gobierno para regular la propiedad privada, estas nuevas reglas demostraron que muchos estadounidenses creían que los derechos de propiedad no anulaban los derechos civiles y sentaban el precedente para futuras regulaciones federales de seguridad.

## Efectos de la industrialización

### Producción agropecuaria
En la década de 1840, a medida que más y más estados occidentales se unían a la Unión, muchos estadounidenses pobres y de clase media buscaban cada vez más tierra libre en estas grandes áreas subdesarrolladas. Los primeros esfuerzos de George Henry Evans y Horace Greeley por aprobar una Ley de Asentamientos Rurales (Homestead Act) fueron obstaculizados por los estados del sur que temían que la tierra libre amenazara el sistema de plantación. La Ley de Asentamientos Rurales se aprobó en 1862 después de que los estados opositores del sur se separaron. La ley otorgó 160 acres (65 hectáreas) a los agricultores que vivieron en la tierra durante 5 años o permitió que el agricultor comprara la tierra después de 6 meses por $ 1.25 por acre ($ 3 / ha).
Aun cuando la expansión hacia el oeste de Estados Unidos permitió cultivar más de 400 millones de acres (1.600.000 km²) de nuevas tierras, entre 1870 y 1910 el número de estadounidenses involucrados en la agricultura o el trabajo agrícola disminuyó en un tercio. Las nuevas técnicas agrícolas y la mecanización agrícola facilitaron ambos procesos. El segador de Cyrus McCormick (inventado en 1834) permitió a los agricultores cuadruplicar su eficiencia de cosecha al reemplazar el trabajo manual con un dispositivo mecánico. John Deere inventó el arado de acero en 1837, evitando que la tierra se adhiera al arado y facilitando el cultivo en las ricas praderas del Medio Oeste. La cosechadora y el aglutinante permitieron eficiencias aún mayores: los productores de trigo en 1866 lograron un rendimiento promedio de 9.9 bushels por acre, pero en 1898 los rendimientos habían aumentado a 15.3 bushels por acre, incluso cuando el área total se había triplicado.
Los ferrocarriles permitieron que las cosechas llegaran a los mercados más rápidamente y el vagón refrigerado de Gustavus Franklin Swift permitió que la carne fresca y el pescado llegaran a mercados distantes. La distribución de alimentos también se volvió más mecanizada a medida que compañías como Heinz y Campbell comenzaron a distribuir alimentos previamente perecederos mediante enlatado y evaporación. Las panaderías, cervecerías y empacadoras de carne comerciales reemplazaron a los operadores locales y aumentaron la demanda de productos agrícolas crudos. A pesar del aumento de la demanda, el aumento de la producción provocó una caída de los precios, creando un descontento considerable entre los agricultores. Organizaciones como The Grange y Farmers Alliance surgieron para exigir una política monetaria que permitiera la expansión de la oferta monetaria (ya que la mayoría de los agricultores tenían una deuda significativa desde la siembra hasta la cosecha), las regulaciones ferroviarias y los aranceles de protección.

### Urbanización
El período comprendido entre 1865 y 1920 estuvo marcado por la creciente concentración de personas, poder político y actividad económica en las zonas urbanas. En 1860, había nueve ciudades con más de 100.000 habitantes y en 1910 había cincuenta. Estas nuevas grandes ciudades no eran ciudades portuarias costeras (como Nueva York, Boston y Filadelfia) sino que se extendían tierra adentro a lo largo de nuevas rutas de transporte (como Denver, Chicago y Cleveland). Los primeros doce presidentes de los Estados Unidos habían nacido en comunidades agrícolas, pero entre 1865 y 1912 la Presidencia fue ocupada por hombres que representaban a empresas y ciudades.
La industrialización y la urbanización se reforzaron mutuamente y las áreas urbanas se congestionaron cada vez más. Como resultado de las condiciones de vida insalubres, enfermedades como el cólera, la disentería y la fiebre tifoidea golpearon las áreas urbanas con una frecuencia cada vez mayor. Las ciudades respondieron pavimentando calles, cavando alcantarillas, desinfectando el agua, construyendo viviendas y creando sistemas de transporte público.

### Trabajo e inmigración
A medida que la nación profundizó su base tecnológica, los artesanos y artesanos pasados de moda quedaron "descualificados" y fueron reemplazados por trabajadores e ingenieros especializados que usaban máquinas para replicar en minutos u horas el trabajo que a un jornalero le requeriría horas o días completar. Frederick W. Taylor, reconociendo las ineficiencias introducidas por algunas líneas de producción, propuso que al estudiar los movimientos y procesos necesarios para fabricar cada componente de un producto, reorganizar la fábrica y los procesos de fabricación en torno a los trabajadores, y pagar a los trabajadores por pieza permitiría grandes ganancias en la eficiencia del proceso. La administración científica, o "taylorismo", como se la conoció, pronto fue aplicada por los gobiernos progresistas de las ciudades para hacer que sus áreas urbanas fueran más eficientes y por las sufragistas a la economía doméstica.
La creciente industrialización superó la oferta de trabajadores capaces o dispuestos a trabajar en trabajos peligrosos, mal pagados y sin salida. Sin embargo, la demanda de empleos de baja o nula califación aumentó los salarios y atrajo a oleadas de inmigrantes irlandeses, italianos, polacos, rusos y judíos que podían ganar más en Estados Unidos que en sus países de origen.
Los primeros sindicatos surgieron antes de la Guerra Civil como grupos compuestos por carpinteros, albañiles y otros artesanos que participarían en huelgas para exigir mejores horas y pagas a sus amos. Todas las ramas del gobierno generalmente buscaban evitar que los trabajadores se organizaran en sindicatos o que organizaran huelgas.

### Bancos, negociación bursátil y servicios financieros

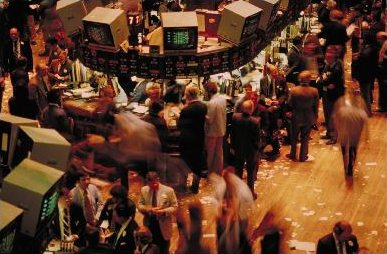
La Bolsa de Nueva York

Para financiar a las grandes empresas de esta era, surgió la Stockholder Corporation como la forma dominante de organización empresarial. Las corporaciones se expandieron al combinarse en fideicomisos y al crear nuevas empresas a partir de empresas competidoras, creando monopolios. 

### Regulaciones
El movimiento progresista, y la era progresista que surgió de él, fueron en parte una reacción a los excesos de la nueva era industrial. Los periodistas "muckraker "informaron sobre una amplia gama de problemas sociales, y la reacción del público fue priorizar las reformas que condujeron a una mayor regulación gubernamental, como la Ley de Comercio Interestatal de 1887 (relativa a los ferrocarriles), y la Ley de Inspección de Carne y la Ley de Pureza de Alimentos y Medicamentos (1906).

### Complejo militar-industrial-académico

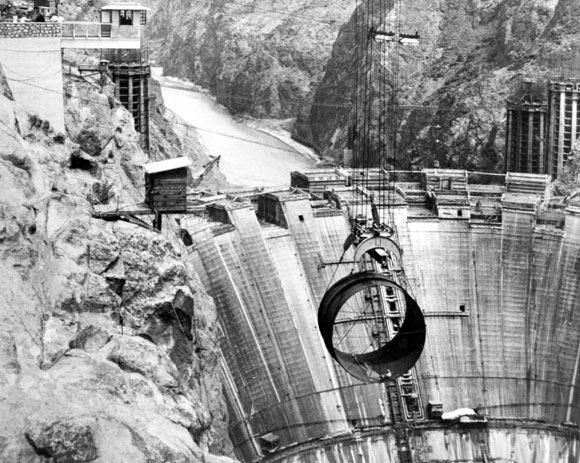
El Hoover Dam en la frontera entre Arizona y California fue uno de los proyectos de energía hidráulica a gran escala

En el siglo XX, el ritmo de los desarrollos tecnológicos se convirtió cada vez más en un complejo conjunto de interacciones entre el Congreso, los fabricantes industriales, la investigación universitaria y las fuerzas armadas. Este conjunto de relaciones, conocido más popularmente como el complejo industrial-militar, surgió porque las demandas tecnológicas únicas de los militares, la concentración de fondos, la aplicación a gran escala y el control altamente centralizado desempeñaron un papel dominante en la conducción de la innovación tecnológica. Los avances fundamentales en medicina, física, química, informática, aviación, ciencia de materiales, arquitectura naval y meteorología, entre otros campos, se remontan a la investigación básica y aplicada para aplicaciones militares. "Smokestack America" se convirtió en un apodo aplicado al núcleo tradicional de la industria de los EE. UU., siendo utilizado para representar industrias, regiones o pueblos particulares.

### Universidades científico-tecnológicas
Las primeras universidades en los Estados Unidos se inspiraron en los planes de estudio liberales de las grandes universidades inglesas y estaban destinadas a educar a clérigos y abogados en lugar de enseñar habilidades vocacionales o realizar investigaciones científicas. La Academia Militar de los Estados Unidos, establecida en 1811, rompió el molde de las universidades tradicionales y las academias militares al incluir temas prácticos relacionados con la ingeniería en sus primeros planes de estudio. A mediados del siglo XIX, cada vez se creaban más institutos politécnicos para capacitar a los estudiantes en las habilidades científicas y técnicas necesarias para diseñar, construir y operar máquinas cada vez más complejas. En 1824, Stephen van Rensselaer estableció el primer instituto estadounidense que otorgaba una licenciatura en materias técnicas y en la década de 1850 varias universidades de la Ivy League comenzaron a ofrecer cursos de estudio en campos científicos.
Los legisladores del Congreso, reconociendo la creciente importancia y prevalencia de estas escuelas politécnicas en el este, aprobaron la LeyMorrill Land-Grant Colleges en 1862 que proporciona grandes concesiones de tierra para establecer y financiar las instituciones educativas que impartirían cursos sobre tácticas militares, ingeniería y agricultura. Muchas de las destacadas universidades públicas de investigación de los Estados Unidos pueden rastrear sus orígenes en las instituciones creadas gracias a esta ley. Entre 1900 y 1939, las inscripciones en institutos postsecundarios aumentaron de 238.000 a 1.494.000 y la educación superior se había vuelto tan disponible y asequible que cada vez más se requería un título universitario para trabajos científicos, de ingeniería y gubernamentales que anteriormente solo requerían educación vocacional o secundaria.
Después de la Segunda Guerra Mundial, el proyecto de ley GI hizo que las inscripciones universitarias explotaran a medida que millones de veteranos obtuvieron títulos universitarios.

### Primera y Segunda Guerra Mundial

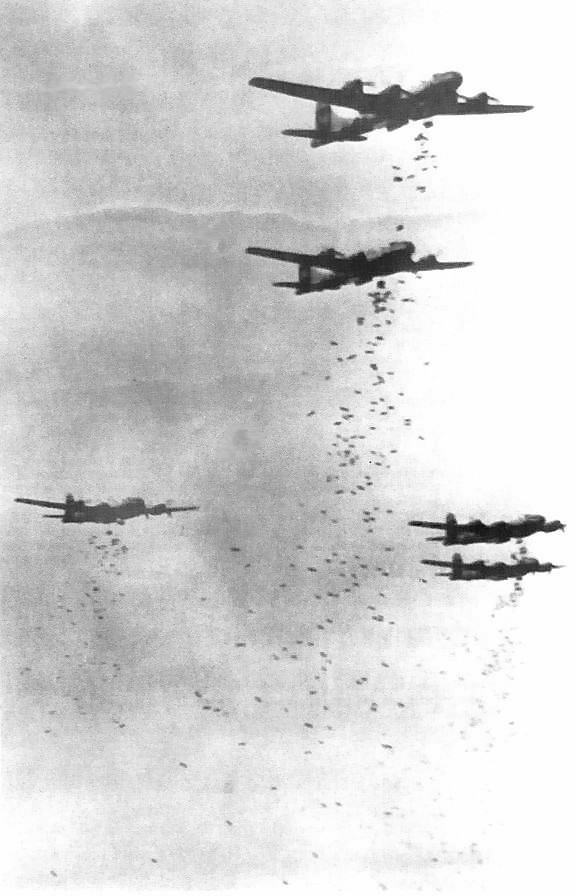
Los bombardeos aéreos estratégicos causaron daños masivos a ciudades.

La introducción del avión al campo de batalla fue uno de los cambios más radicales en la historia de la guerra. La historia del vuelo abarca cientos de años y la distinción de construir la primera máquina voladora es complicada, pero en diciembre de 1903 los hermanos Wright lograron un vuelo sostenido, tripulado y controlado más pesado que el aire. Los hermanos Wright tuvieron dificultades para recaudar fondos del gobierno y los militares, pero después de que comenzó la Primera Guerra Mundial en 1914, los aviones rápidamente asumieron una gran importancia táctica para ambos lados (ver Aviación en la Primera Guerra Mundial); El gobierno de los Estados Unidos asignó $ 640 millones en 1917 para adquirir 20.000 aviones para la guerra que se usarían para reconocimiento aéreo, peleas de perros y bombardeos aéreos. Después del final de la guerra en 1918, el gobierno de los Estados Unidos continuó financiando actividades aeronáuticas en tiempos de paz como el correo aéreo y el Comité Asesor Nacional para la Aeronáutica. A lo largo de las décadas de 1920 y 1930, la investigación industrial, universitaria y militar continuó generando aumentos en el poder, la maniobrabilidad y la confiabilidad de los aviones: Charles Lindbergh completó un vuelo transatlántico sin escalas en 1927, Wiley Post voló alrededor del mundo en nueve días en 1931, y Howard Hughes rompió récords de velocidad de vuelo a lo largo de la década. En la década de 1930, las aerolíneas de pasajeros se dispararon como resultado de la Ley Kelley, los gobiernos estatales y locales comenzaron a construir aeropuertos para atraer aerolíneas, y el gobierno federal comenzó a regular el control del tráfico aéreo e investigar accidentes e incidentes de aviación.

### La guerra fría y la carrera espacial

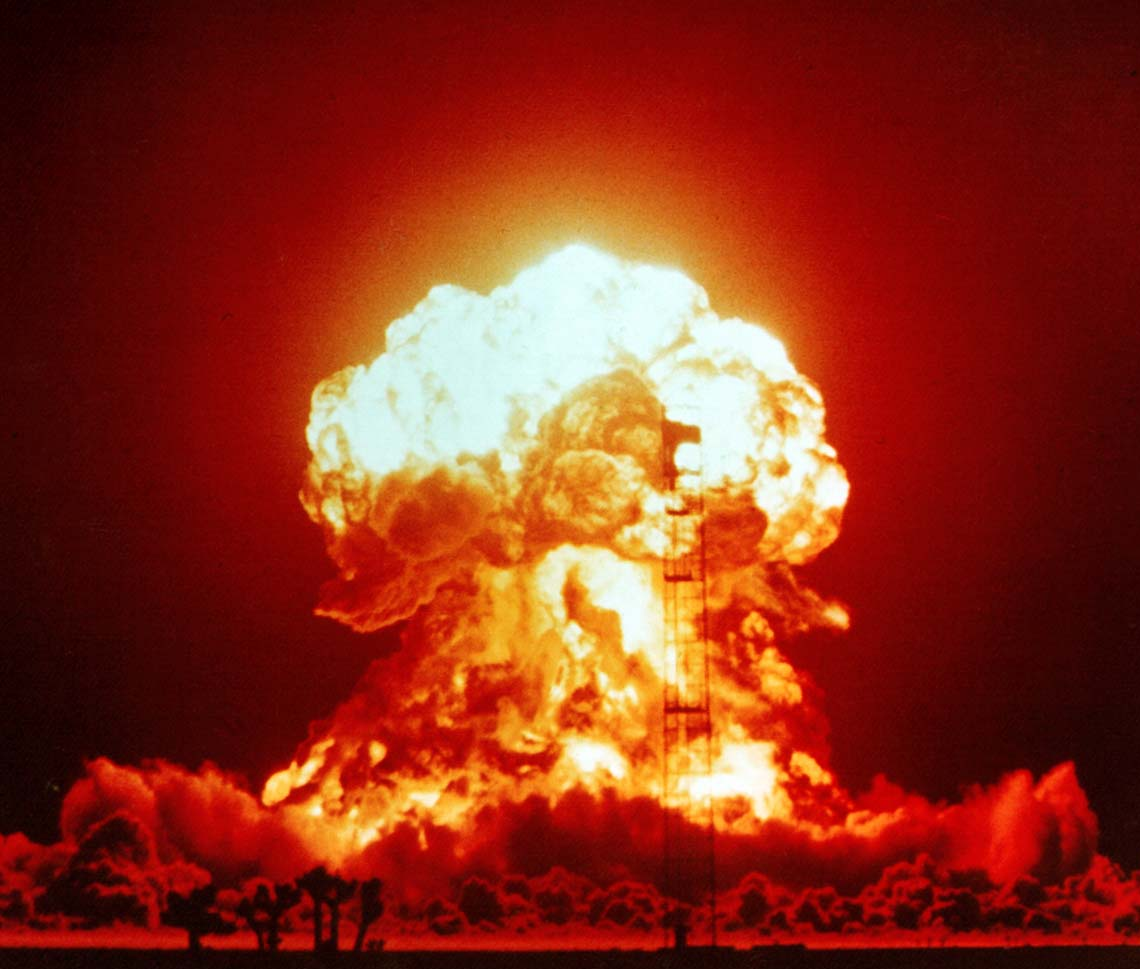
Nuclear test

El físico estadounidense Robert Goddard fue uno de los primeros científicos en experimentar con sistemas de propulsión de cohetes. En su pequeño laboratorio en Worcester, Massachusetts, Goddard trabajó con oxígeno líquido y gasolina para impulsar cohetes a la atmósfera, y en 1926 disparó con éxito el primer cohete de combustible líquido del mundo que alcanzó una altura de 12,5 metros. Durante los siguientes 10 años, los cohetes de Goddard alcanzaron altitudes modestas de casi dos kilómetros, y el interés por los cohetes aumentó en los Estados Unidos, Gran Bretaña, Alemania y la Unión Soviética.

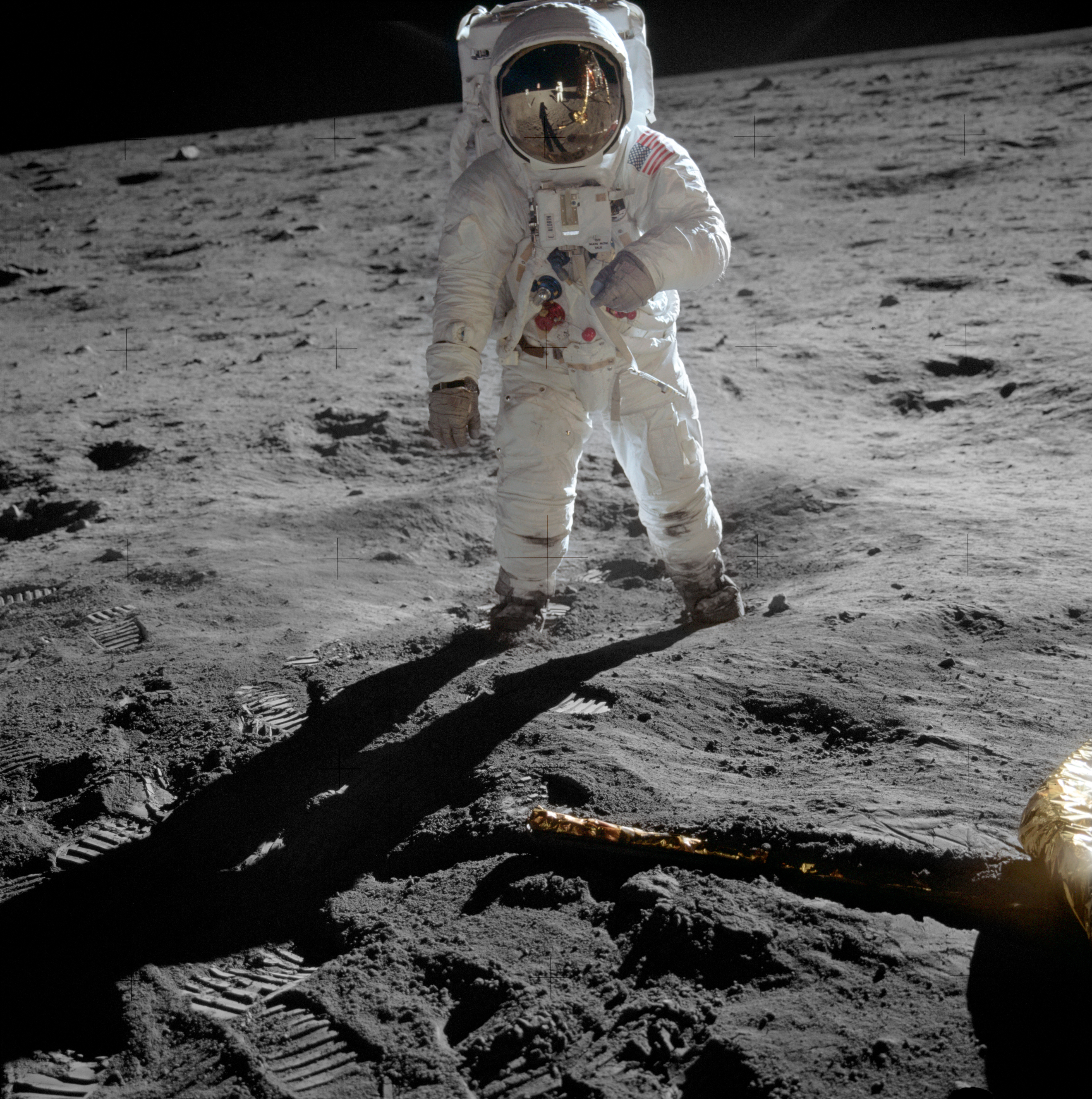
Buzz Aldrin on the surface of the moon.

Al final de la Segunda Guerra Mundial, tanto las fuerzas estadounidenses como las rusas reclutaron o contrabandearon a científicos alemanes como Wernher von Braun de regreso a sus respectivos países para continuar con su trabajo relacionado con la defensa. Los cohetes descartables proporcionaron los medios para lanzar satélites artificiales, así como naves espaciales tripuladas. En 1957, la Unión Soviética lanzó el primer satélite, el Sputnik I, y Estados Unidos siguió con el Explorer I en 1958. Los primeros vuelos espaciales tripulados fueron realizados a principios de 1961, primero por el cosmonauta soviético Yuri Gagarin y luego por el astronauta estadounidense Alan Shepard.
Desde esos primeros pasos hasta el programa Apolo de 1969 que aterrizó en la Luna o al transbordador espacial reutilizable, el programa espacial estadounidense ha presentado una impresionante exhibición de ciencia aplicada. Los satélites de comunicaciones transmiten datos de computadora, llamadas telefónicas y transmisiones de radio y televisión. Los satélites meteorológicos proporcionan los datos necesarios para proporcionar alertas tempranas de tormentas severas.

### Computadoras y redes informáticas

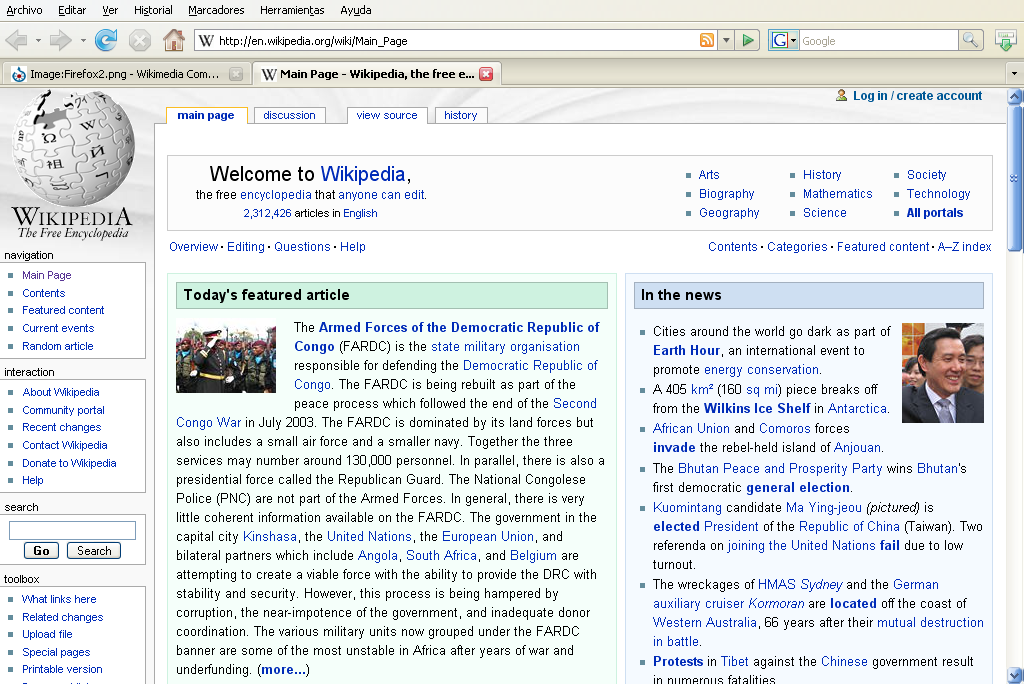
Una navegador web y una página web.

Investigadores estadounidenses realizaron avances fundamentales en telecomunicaciones y tecnologías de la información. Por ejemplo, los Laboratorios Bell de AT&T encabezaron la revolución tecnológica estadounidense con una serie de inventos que incluyen el diodo emisor de luz (LED), el transistor, el lenguaje de programación C y el sistema operativo de la computadora UNIX. SRI International y Xerox PARC en Silicon Valley ayudaron a dar a luz a la industria de las computadoras personales, mientras que ARPA y NASA financiaron el desarrollo de ARPANET e Internet. Empresas como IBM y Apple Computer desarrollaron computadoras personales, mientras que Microsoft creó sistemas operativos y software de productividad de oficina para ejecutar en ellos. Con el aumento de la información en la World Wide Web, las compañías de búsqueda como Yahoo! y Google desarrollaron tecnologías para clasificar y ordenar las páginas web según su relevancia. La web también se ha convertido en un sitio para interacciones sociales mediadas por computadora y servicios web como MySpace, Facebook y Twitter son utilizados por millones para comunicarse. La miniaturización de la tecnología informática y la creciente penetración y velocidad de las redes inalámbricas ha llevado a la adopción masiva de teléfonos móviles y teléfonos inteligentes cada vez más potentes basados en plataformas de software como iOS de Apple y Android de Google.